# 高可用性
高可用性（英語：high availability，縮寫為 HA），IT術語，指系统无中断地执行其功能的能力，代表系統的可用性程度。是進行系統設計時的準則之一。高可用性系统与构成该系统的各个组件相比可以更长时间运行。
高可用性通常通过提高系统的容错能力来实现。定义一个系统怎样才算具有高可用性往往需要根据每一个案例的具体情况来具体分析。

## 概論
其度量方式，是根據系統損害、無法使用的時間，以及由無法運作恢復到可運作狀況的時間，與系統總運作時間的比較。计算公式为: {\displaystyle A={\rm {\frac {MTBF}{MTBF+MTTR}}}}
A（可用性），MTBF(平均故障间隔)，MTTR(平均修复时间)
在线系统和执行关键任务的系统通常要求其可用性要达到5个9标准(99.999%)。
| 可用性   | 年故障时间    |
| -------- | ------------- |
| 99.9999% | 32秒          |
| 99.999%  | 5分15秒       |
| 99.99%   | 52分34秒      |
| 99.9%    | 8小时46分     |
| 99%      | 3天15小时36分 |